# Енн Разерфорд
Тереза Енн Разерфорд або Рутерфорд (англ. Therese Ann Rutherford, нар. 2 листопада 1917 — пом. 11 червня 2012) — канадсько-американська акторка.

## Життєпис
Народилася у Ванкувері 2 листопада 1917 року. Її кар'єра почалася на радіо, а в 1935 році дебютувала в кіно. Стала багато зніматися, з'явившись за наступні 4 роки більш ніж в 30 фільмах. Великим успіхом для неї стало отримання ролі Керрін О'Хари у фільмі «Звіяні вітром» (1939).
З 1937 по 1942 рік вона 12 разів зіграла Поллі Бенедикт в фільмах про Енді Херд, роль якого виконував Міккі Руні. Акторка активно продовжувала зніматися до 1950-х, коли пішла у відставку. Після цього вона лише раз з'явилася на великому екрані в 1972 році. У 1997 році передбачалося запросити Рутерфорд на роль старої Рози в фільм «Титанік» Джеймса Кемерона, але в підсумку роль отримала Глорія Стюарт.
Була одружена двічі, від другого чоловіка Девіда Мея в 1943 році народила дочку Глорію. 
Енн Разерфорд померла 11 червня 2012 року в Беверлі-Гіллз після погіршення здоров'я через проблеми з серцем, у віці 94 років.
Удостоєна двох зірок на Голлівудській алеї слави за внесок в кінематограф і телебачення США.

## Вибрана фільмографія
- 1934: «Студентське турне» / Student Tour — студентка
- 1936: «Орегонська стежка» / The Oregon Trail (втрачений фільм) — Енн Ріджлі
- 1936: «Беззаконні дев’яності» / The Lawless Nineties — Джанет Картер
- 1936: «Самотня стежка» / The Lonely Trail — Вірджинія Террі
- 1937: «Наречена була в червоному» / The Bride Wore Red — третя селянська дівчина
- 1939: «Звіяні вітром» / Gone with the Wind — Керрін О'Гара
- 1940: «Гордість і упередження» / Pride and Prejudice — Лідія Беннет
- 1940: «Вайомінг» / Pride and Prejudice — Люсі Кінкейд
- 1942: «Цього разу назавжди» / This Time for Keeps — Кетрін «Кіт» Вайт